# Anheuser-Busch InBev
Anheuser-Busch InBev (nom abreujat AB InBev) és una empresa multinacional d'elaboració de cervesa i begudes amb seu central a Lovaina, Bèlgica. És l'elaboradora de cervesa més gran del món i té una participació del 25 per cent del mercat global. AB InBev s'ha format a través de fusions successives de tres grups internacionals: Interbrew de Bèlgica, AmBev de Brasil i Anheuser-Busch dels Estats Units. Té 16 marques que individualment generen ingressos per més de 1.000 milions de dòlars EUA per any amb una oferta de més de 200 marques (2014).Aquesta oferta inclou marques globals com Budweiser, Corona i Stella Artois; marques internacionals com Beck, Hoegaarden i Leffe; i marques locals com Bud Llum, Skol, Brahma, Antàrtida, Quilmes, Victoria, Modelo Especial, Michelob Ultra, Harbin, Sedrin, Klinskoye, Sibirskaya Korona, Chernigivske i Jupiler. Els Ingressos totals per totes les 200 marques d'AB InBev el 2014 van ser superiors a 47.000 milions de dòlars EUA. L'empresa té una plantilla superior a 155.000 persones en 25 països. Després de la integració de Anheuser-Busch l'any 2008, va basar en Louis Sant, Missouri, l'empresa va començar informar els seus resultats financers dins ENS dòlars.
L'octubre de 2015, Anheuser-Busch InBev va anunciar l'adquisició del seu competidor la multinacional SABMiller per 6.000 milions de £ 104.000 milions $).

## Adquisicions i fusions
AB InBev es va formar després de l'adquisició de la cervesera nord-americana Anheuser-Busch per la cervesera belga-brasilera InBev, que era una fusió de AmBev i Interbrew. Interbrew es va formar el 1987 a partir d'una fusió de les dues fàbriques de cervesa més grans de Bèlgica: Artés i Piedboeuf. La cerveseria Artois, anteriorment coneguda com a Den Hoorn, va ser fundada el 1466. El 1995, Interbrew va adquirir Labatt Brewing Company (fundada 1847), la cervesera més gran del Canadà. El 2002 es va adquirir Beck (fundada 1873), el primer fabricant del món de cervesa alemanya.
AmBev (abreviatura de Companhia de Begudes des Ameriques) es va crear el 1999 amb la fusió dels dos majors fabricants de cervesa de Brasil, a l'Antàrtida (fundada el 1880) i Brahma (fundada el 1886). Anheuser-Busch va ser fundada en 1860 a Saint Louis (Missouri), Estats Units, com Anheuser & Co.
Esquema de les principals adquisicions i fusions d'Anheuser-Busch
|  | Brouwerij Artois (fund. 1366, anomenada Artois 1717, fusió 1988) |
|  |                                                                  |
|  | Piedboeuf Brewery (fusió 1988)                                   |
|  |                                                                  |

|  | Labatt Brewing Company (fund. 1847, compra 1995) |
|  |                                                  |

|  | Brouwerij Artois (fund. 1366, anomenada Artois 1717, fusió 1988) |
|  |                                                                  |
|  | Piedboeuf Brewery (fusió 1988)                                   |
|  |                                                                  |

|  | Labatt Brewing Company (fund. 1847, compra 1995) |
|  |                                                  |

|  | Brahma beer (fusió 1999)                   |
|  |                                            |
|  | Companhia Antarctica Paulista (fusió 1999) |
|  |                                            |

|  | Brouwerij Artois (fund. 1366, anomenada Artois 1717, fusió 1988) |
|  |                                                                  |
|  | Piedboeuf Brewery (fusió 1988)                                   |
|  |                                                                  |

|  | Labatt Brewing Company (fund. 1847, compra 1995) |
|  |                                                  |

|  | Brouwerij Artois (fund. 1366, anomenada Artois 1717, fusió 1988) |
|  |                                                                  |
|  | Piedboeuf Brewery (fusió 1988)                                   |
|  |                                                                  |

|  | Labatt Brewing Company (fund. 1847, compra 1995) |
|  |                                                  |

|  | Brahma beer (fusió 1999)                   |
|  |                                            |
|  | Companhia Antarctica Paulista (fusió 1999) |
|  |                                            |

|  | Harbin Brewery                               |
|  |                                              |
|  | \| \| Anheuser-Busch (fund 1852) \| \| \| \| |
|  |                                              |
|  | Anheuser-Busch (fund 1852)                   |
|  |                                              |

|  | Anheuser-Busch (fund 1852) |
|  |                            |

|  | Brouwerij Artois (fund. 1366, anomenada Artois 1717, fusió 1988) |
|  |                                                                  |
|  | Piedboeuf Brewery (fusió 1988)                                   |
|  |                                                                  |

|  | Labatt Brewing Company (fund. 1847, compra 1995) |
|  |                                                  |

|  | Brouwerij Artois (fund. 1366, anomenada Artois 1717, fusió 1988) |
|  |                                                                  |
|  | Piedboeuf Brewery (fusió 1988)                                   |
|  |                                                                  |

|  | Labatt Brewing Company (fund. 1847, compra 1995) |
|  |                                                  |

|  | Brahma beer (fusió 1999)                   |
|  |                                            |
|  | Companhia Antarctica Paulista (fusió 1999) |
|  |                                            |

|  | Brouwerij Artois (fund. 1366, anomenada Artois 1717, fusió 1988) |
|  |                                                                  |
|  | Piedboeuf Brewery (fusió 1988)                                   |
|  |                                                                  |

|  | Labatt Brewing Company (fund. 1847, compra 1995) |
|  |                                                  |

|  | Brouwerij Artois (fund. 1366, anomenada Artois 1717, fusió 1988) |
|  |                                                                  |
|  | Piedboeuf Brewery (fusió 1988)                                   |
|  |                                                                  |

|  | Labatt Brewing Company (fund. 1847, compra 1995) |
|  |                                                  |

|  | Brahma beer (fusió 1999)                   |
|  |                                            |
|  | Companhia Antarctica Paulista (fusió 1999) |
|  |                                            |

|  | Harbin Brewery                               |
|  |                                              |
|  | \| \| Anheuser-Busch (fund 1852) \| \| \| \| |
|  |                                              |
|  | Anheuser-Busch (fund 1852)                   |
|  |                                              |

|  | Anheuser-Busch (fund 1852) |
|  |                            |

|  | Brouwerij Artois (fund. 1366, anomenada Artois 1717, fusió 1988) |
|  |                                                                  |
|  | Piedboeuf Brewery (fusió 1988)                                   |
|  |                                                                  |

|  | Labatt Brewing Company (fund. 1847, compra 1995) |
|  |                                                  |

|  | Brouwerij Artois (fund. 1366, anomenada Artois 1717, fusió 1988) |
|  |                                                                  |
|  | Piedboeuf Brewery (fusió 1988)                                   |
|  |                                                                  |

|  | Labatt Brewing Company (fund. 1847, compra 1995) |
|  |                                                  |

|  | Brahma beer (fusió 1999)                   |
|  |                                            |
|  | Companhia Antarctica Paulista (fusió 1999) |
|  |                                            |

|  | Brouwerij Artois (fund. 1366, anomenada Artois 1717, fusió 1988) |
|  |                                                                  |
|  | Piedboeuf Brewery (fusió 1988)                                   |
|  |                                                                  |

|  | Labatt Brewing Company (fund. 1847, compra 1995) |
|  |                                                  |

|  | Brouwerij Artois (fund. 1366, anomenada Artois 1717, fusió 1988) |
|  |                                                                  |
|  | Piedboeuf Brewery (fusió 1988)                                   |
|  |                                                                  |

|  | Labatt Brewing Company (fund. 1847, compra 1995) |
|  |                                                  |

|  | Brahma beer (fusió 1999)                   |
|  |                                            |
|  | Companhia Antarctica Paulista (fusió 1999) |
|  |                                            |

|  | Harbin Brewery                               |
|  |                                              |
|  | \| \| Anheuser-Busch (fund 1852) \| \| \| \| |
|  |                                              |
|  | Anheuser-Busch (fund 1852)                   |
|  |                                              |

|  | Anheuser-Busch (fund 1852) |
|  |                            |

|  | Brouwerij Artois (fund. 1366, anomenada Artois 1717, fusió 1988) |
|  |                                                                  |
|  | Piedboeuf Brewery (fusió 1988)                                   |
|  |                                                                  |

|  | Labatt Brewing Company (fund. 1847, compra 1995) |
|  |                                                  |

|  | Brouwerij Artois (fund. 1366, anomenada Artois 1717, fusió 1988) |
|  |                                                                  |
|  | Piedboeuf Brewery (fusió 1988)                                   |
|  |                                                                  |

|  | Labatt Brewing Company (fund. 1847, compra 1995) |
|  |                                                  |

|  | Brahma beer (fusió 1999)                   |
|  |                                            |
|  | Companhia Antarctica Paulista (fusió 1999) |
|  |                                            |

|  | Brouwerij Artois (fund. 1366, anomenada Artois 1717, fusió 1988) |
|  |                                                                  |
|  | Piedboeuf Brewery (fusió 1988)                                   |
|  |                                                                  |

|  | Labatt Brewing Company (fund. 1847, compra 1995) |
|  |                                                  |

|  | Brouwerij Artois (fund. 1366, anomenada Artois 1717, fusió 1988) |
|  |                                                                  |
|  | Piedboeuf Brewery (fusió 1988)                                   |
|  |                                                                  |

|  | Labatt Brewing Company (fund. 1847, compra 1995) |
|  |                                                  |

|  | Brahma beer (fusió 1999)                   |
|  |                                            |
|  | Companhia Antarctica Paulista (fusió 1999) |
|  |                                            |

|  | Harbin Brewery                               |
|  |                                              |
|  | \| \| Anheuser-Busch (fund 1852) \| \| \| \| |
|  |                                              |
|  | Anheuser-Busch (fund 1852)                   |
|  |                                              |

|  | Anheuser-Busch (fund 1852) |
|  |                            |

|  | \| \| South African Breweries (compra 1947) \| \| \| \| |
|  |                                                         |
|  | Miller Brewing Company (compra 2002)                    |
|  |                                                         |
|  | South African Breweries (compra 1947)                   |
|  |                                                         |

|  | South African Breweries (compra 1947) |
|  |                                       |

|  | \| \| South African Breweries (compra 1947) \| \| \| \| |
|  |                                                         |
|  | Miller Brewing Company (compra 2002)                    |
|  |                                                         |
|  | South African Breweries (compra 1947)                   |
|  |                                                         |

|  | South African Breweries (compra 1947) |
|  |                                       |

|  | \| \| South African Breweries (compra 1947) \| \| \| \| |
|  |                                                         |
|  | Miller Brewing Company (compra 2002)                    |
|  |                                                         |
|  | South African Breweries (compra 1947)                   |
|  |                                                         |

|  | South African Breweries (compra 1947) |
|  |                                       |

|  | \| \| South African Breweries (compra 1947) \| \| \| \| |
|  |                                                         |
|  | Miller Brewing Company (compra 2002)                    |
|  |                                                         |
|  | South African Breweries (compra 1947)                   |
|  |                                                         |

|  | South African Breweries (compra 1947) |
|  |                                       |

|  | \| \| South African Breweries (compra 1947) \| \| \| \| |
|  |                                                         |
|  | Miller Brewing Company (compra 2002)                    |
|  |                                                         |
|  | South African Breweries (compra 1947)                   |
|  |                                                         |

|  | South African Breweries (compra 1947) |
|  |                                       |

|  | \| \| South African Breweries (compra 1947) \| \| \| \| |
|  |                                                         |
|  | Miller Brewing Company (compra 2002)                    |
|  |                                                         |
|  | South African Breweries (compra 1947)                   |
|  |                                                         |

|  | South African Breweries (compra 1947) |
|  |                                       |

|  | \| \| South African Breweries (compra 1947) \| \| \| \| |
|  |                                                         |
|  | Miller Brewing Company (compra 2002)                    |
|  |                                                         |
|  | South African Breweries (compra 1947)                   |
|  |                                                         |

|  | South African Breweries (compra 1947) |
|  |                                       |

|  | \| \| South African Breweries (compra 1947) \| \| \| \| |
|  |                                                         |
|  | Miller Brewing Company (compra 2002)                    |
|  |                                                         |
|  | South African Breweries (compra 1947)                   |
|  |                                                         |

|  | South African Breweries (compra 1947) |
|  |                                       |

|  | Brouwerij Artois (fund. 1366, anomenada Artois 1717, fusió 1988) |
|  |                                                                  |
|  | Piedboeuf Brewery (fusió 1988)                                   |
|  |                                                                  |

|  | Labatt Brewing Company (fund. 1847, compra 1995) |
|  |                                                  |

|  | Brouwerij Artois (fund. 1366, anomenada Artois 1717, fusió 1988) |
|  |                                                                  |
|  | Piedboeuf Brewery (fusió 1988)                                   |
|  |                                                                  |

|  | Labatt Brewing Company (fund. 1847, compra 1995) |
|  |                                                  |

|  | Brahma beer (fusió 1999)                   |
|  |                                            |
|  | Companhia Antarctica Paulista (fusió 1999) |
|  |                                            |

|  | Brouwerij Artois (fund. 1366, anomenada Artois 1717, fusió 1988) |
|  |                                                                  |
|  | Piedboeuf Brewery (fusió 1988)                                   |
|  |                                                                  |

|  | Labatt Brewing Company (fund. 1847, compra 1995) |
|  |                                                  |

|  | Brouwerij Artois (fund. 1366, anomenada Artois 1717, fusió 1988) |
|  |                                                                  |
|  | Piedboeuf Brewery (fusió 1988)                                   |
|  |                                                                  |

|  | Labatt Brewing Company (fund. 1847, compra 1995) |
|  |                                                  |

|  | Brahma beer (fusió 1999)                   |
|  |                                            |
|  | Companhia Antarctica Paulista (fusió 1999) |
|  |                                            |

|  | Harbin Brewery                               |
|  |                                              |
|  | \| \| Anheuser-Busch (fund 1852) \| \| \| \| |
|  |                                              |
|  | Anheuser-Busch (fund 1852)                   |
|  |                                              |

|  | Anheuser-Busch (fund 1852) |
|  |                            |

|  | Brouwerij Artois (fund. 1366, anomenada Artois 1717, fusió 1988) |
|  |                                                                  |
|  | Piedboeuf Brewery (fusió 1988)                                   |
|  |                                                                  |

|  | Labatt Brewing Company (fund. 1847, compra 1995) |
|  |                                                  |

|  | Brouwerij Artois (fund. 1366, anomenada Artois 1717, fusió 1988) |
|  |                                                                  |
|  | Piedboeuf Brewery (fusió 1988)                                   |
|  |                                                                  |

|  | Labatt Brewing Company (fund. 1847, compra 1995) |
|  |                                                  |

|  | Brahma beer (fusió 1999)                   |
|  |                                            |
|  | Companhia Antarctica Paulista (fusió 1999) |
|  |                                            |

|  | Brouwerij Artois (fund. 1366, anomenada Artois 1717, fusió 1988) |
|  |                                                                  |
|  | Piedboeuf Brewery (fusió 1988)                                   |
|  |                                                                  |

|  | Labatt Brewing Company (fund. 1847, compra 1995) |
|  |                                                  |

|  | Brouwerij Artois (fund. 1366, anomenada Artois 1717, fusió 1988) |
|  |                                                                  |
|  | Piedboeuf Brewery (fusió 1988)                                   |
|  |                                                                  |

|  | Labatt Brewing Company (fund. 1847, compra 1995) |
|  |                                                  |

|  | Brahma beer (fusió 1999)                   |
|  |                                            |
|  | Companhia Antarctica Paulista (fusió 1999) |
|  |                                            |

|  | Harbin Brewery                               |
|  |                                              |
|  | \| \| Anheuser-Busch (fund 1852) \| \| \| \| |
|  |                                              |
|  | Anheuser-Busch (fund 1852)                   |
|  |                                              |

|  | Anheuser-Busch (fund 1852) |
|  |                            |

|  | Brouwerij Artois (fund. 1366, anomenada Artois 1717, fusió 1988) |
|  |                                                                  |
|  | Piedboeuf Brewery (fusió 1988)                                   |
|  |                                                                  |

|  | Labatt Brewing Company (fund. 1847, compra 1995) |
|  |                                                  |

|  | Brouwerij Artois (fund. 1366, anomenada Artois 1717, fusió 1988) |
|  |                                                                  |
|  | Piedboeuf Brewery (fusió 1988)                                   |
|  |                                                                  |

|  | Labatt Brewing Company (fund. 1847, compra 1995) |
|  |                                                  |

|  | Brahma beer (fusió 1999)                   |
|  |                                            |
|  | Companhia Antarctica Paulista (fusió 1999) |
|  |                                            |

|  | Brouwerij Artois (fund. 1366, anomenada Artois 1717, fusió 1988) |
|  |                                                                  |
|  | Piedboeuf Brewery (fusió 1988)                                   |
|  |                                                                  |

|  | Labatt Brewing Company (fund. 1847, compra 1995) |
|  |                                                  |

|  | Brouwerij Artois (fund. 1366, anomenada Artois 1717, fusió 1988) |
|  |                                                                  |
|  | Piedboeuf Brewery (fusió 1988)                                   |
|  |                                                                  |

|  | Labatt Brewing Company (fund. 1847, compra 1995) |
|  |                                                  |

|  | Brahma beer (fusió 1999)                   |
|  |                                            |
|  | Companhia Antarctica Paulista (fusió 1999) |
|  |                                            |

|  | Harbin Brewery                               |
|  |                                              |
|  | \| \| Anheuser-Busch (fund 1852) \| \| \| \| |
|  |                                              |
|  | Anheuser-Busch (fund 1852)                   |
|  |                                              |

|  | Anheuser-Busch (fund 1852) |
|  |                            |

|  | Brouwerij Artois (fund. 1366, anomenada Artois 1717, fusió 1988) |
|  |                                                                  |
|  | Piedboeuf Brewery (fusió 1988)                                   |
|  |                                                                  |

|  | Labatt Brewing Company (fund. 1847, compra 1995) |
|  |                                                  |

|  | Brouwerij Artois (fund. 1366, anomenada Artois 1717, fusió 1988) |
|  |                                                                  |
|  | Piedboeuf Brewery (fusió 1988)                                   |
|  |                                                                  |

|  | Labatt Brewing Company (fund. 1847, compra 1995) |
|  |                                                  |

|  | Brahma beer (fusió 1999)                   |
|  |                                            |
|  | Companhia Antarctica Paulista (fusió 1999) |
|  |                                            |

|  | Brouwerij Artois (fund. 1366, anomenada Artois 1717, fusió 1988) |
|  |                                                                  |
|  | Piedboeuf Brewery (fusió 1988)                                   |
|  |                                                                  |

|  | Labatt Brewing Company (fund. 1847, compra 1995) |
|  |                                                  |

|  | Brouwerij Artois (fund. 1366, anomenada Artois 1717, fusió 1988) |
|  |                                                                  |
|  | Piedboeuf Brewery (fusió 1988)                                   |
|  |                                                                  |

|  | Labatt Brewing Company (fund. 1847, compra 1995) |
|  |                                                  |

|  | Brahma beer (fusió 1999)                   |
|  |                                            |
|  | Companhia Antarctica Paulista (fusió 1999) |
|  |                                            |

|  | Harbin Brewery                               |
|  |                                              |
|  | \| \| Anheuser-Busch (fund 1852) \| \| \| \| |
|  |                                              |
|  | Anheuser-Busch (fund 1852)                   |
|  |                                              |

|  | Anheuser-Busch (fund 1852) |
|  |                            |

|  | \| \| South African Breweries (compra 1947) \| \| \| \| |
|  |                                                         |
|  | Miller Brewing Company (compra 2002)                    |
|  |                                                         |
|  | South African Breweries (compra 1947)                   |
|  |                                                         |

|  | South African Breweries (compra 1947) |
|  |                                       |

|  | \| \| South African Breweries (compra 1947) \| \| \| \| |
|  |                                                         |
|  | Miller Brewing Company (compra 2002)                    |
|  |                                                         |
|  | South African Breweries (compra 1947)                   |
|  |                                                         |

|  | South African Breweries (compra 1947) |
|  |                                       |

|  | \| \| South African Breweries (compra 1947) \| \| \| \| |
|  |                                                         |
|  | Miller Brewing Company (compra 2002)                    |
|  |                                                         |
|  | South African Breweries (compra 1947)                   |
|  |                                                         |

|  | South African Breweries (compra 1947) |
|  |                                       |

|  | \| \| South African Breweries (compra 1947) \| \| \| \| |
|  |                                                         |
|  | Miller Brewing Company (compra 2002)                    |
|  |                                                         |
|  | South African Breweries (compra 1947)                   |
|  |                                                         |

|  | South African Breweries (compra 1947) |
|  |                                       |

|  | \| \| South African Breweries (compra 1947) \| \| \| \| |
|  |                                                         |
|  | Miller Brewing Company (compra 2002)                    |
|  |                                                         |
|  | South African Breweries (compra 1947)                   |
|  |                                                         |

|  | South African Breweries (compra 1947) |
|  |                                       |

|  | \| \| South African Breweries (compra 1947) \| \| \| \| |
|  |                                                         |
|  | Miller Brewing Company (compra 2002)                    |
|  |                                                         |
|  | South African Breweries (compra 1947)                   |
|  |                                                         |

|  | South African Breweries (compra 1947) |
|  |                                       |

|  | \| \| South African Breweries (compra 1947) \| \| \| \| |
|  |                                                         |
|  | Miller Brewing Company (compra 2002)                    |
|  |                                                         |
|  | South African Breweries (compra 1947)                   |
|  |                                                         |

|  | South African Breweries (compra 1947) |
|  |                                       |

|  | \| \| South African Breweries (compra 1947) \| \| \| \| |
|  |                                                         |
|  | Miller Brewing Company (compra 2002)                    |
|  |                                                         |
|  | South African Breweries (compra 1947)                   |
|  |                                                         |

|  | South African Breweries (compra 1947) |
|  |                                       |